# Francis Oliva

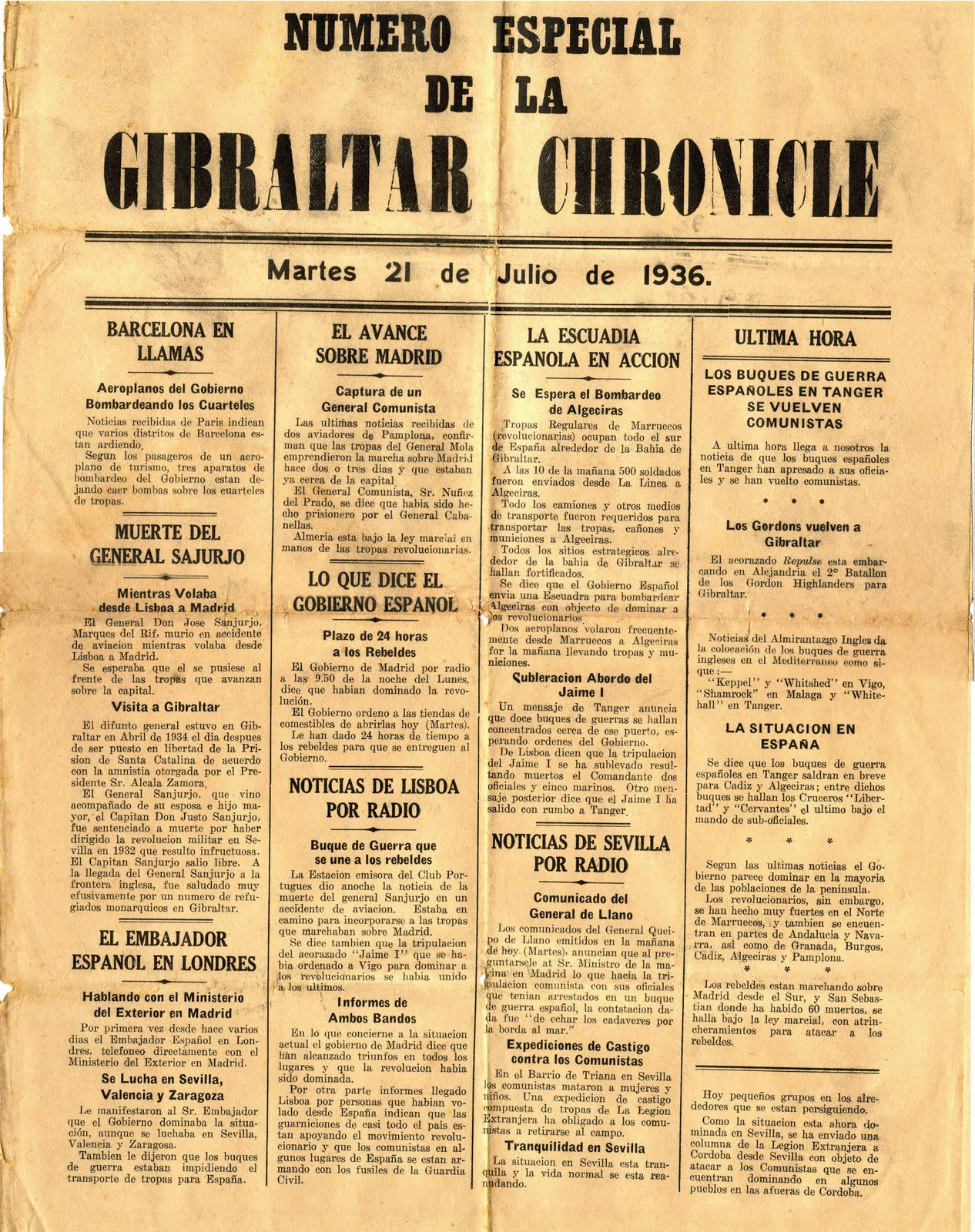
Ejemplar del Gibraltar Chronicle de 1936

Francisco Javier Oliva, más conocido como Francis Oliva o Paco Oliva, es un periodista y escritor nacido en Gibraltar en 1962. Es el actual editor del Gibraltar Chronicle, donde escribe regularmente artículos de opinión sobre temas de actualidad.

## Obra literaria
Francis Oliva ha publicado dos libros hasta la fecha, el primero, The frontiers of doubt, es un profundo análisis crítico sobre la cuestión de Gibraltar y la relación entre este enclave británico, España y el Reino Unido desde una perspectiva no nacionalista. También ha publicado The night Gibraltar disappeared and other stories subtitulada como "A fictional journey through the void", su primera incursión en el ámbito de la ficción moderna.
El libro es una colección de historias cortas, algunas basadas en los recuerdos nostálgicos de la juventud del autor, mientras que otras exploran los rincones más oscuros de la mente humana, profundizando en el universo sombrío de la introspección. Aparecen en primer plano temas como el aislamiento, el miedo, la obsesión y la naturaleza destructiva de las relaciones humanas.
Todas las historias suceden en Gibraltar, en sus calles, lugares de ocio, centros de trabajo, paisajes urbanos y espacios abiertos. Incluso los monólogos interiores, tal como lo sugiere el título del libro, están íntimamente ligados a la imponente e inevitable presencia del Peñón de Gibraltar.
La obra rinde homenaje a su admirado director de cine español Luis Buñuel con una historia titulada "Exterminating Parliament - Homenaje a Luis Buñuel" que combina el frustrado intento de golpe de Estado del 23F en España con la legendaria película El ángel exterminador en el improbable marco del Parlamento de Gibraltar.
Ambos libros han sido publicados por la editorial Acento 2000, radicada en la localidad gaditana de Tarifa.

## Vida personal
Es conocido por los alias de Paco o Francis, y por ser uno de los seguidores del equipo de fútbol F. C. Barcelona de la colonia británica.